# Paguristes grayi
Paguristes grayi är en kräftdjursart som beskrevs av James Everard Benedict 1901. Paguristes grayi ingår i släktet Paguristes och familjen Diogenidae. Inga underarter finns listade i Catalogue of Life.